# Elsa García
Elsa García (8 de febrero de 1990 en Monterrey, Nuevo León - México) es una ex-deportista mexicana de la especialidad de gimnasia artística que compitió en los Juegos Olímpicos de Londres 2012. Fue la ganadora del Premio Longines a la Elegancia en el Campeonato Mundial de Londres 2009. Ha sido seleccionada nacional desde el año 2000, cuando tenía solo 10 años. Ha participado y ganado múltiples medallas en Juegos Centroamericanas y del Caribe, Juegos Pan Americanos, así como Universiadas Mundiales y Campeonatos del Mundo de Gimnasia. Además, participó como comentarista de los Juegos Olímpicos de Tokio 2020 para CLARO Sports. Recordada por lanzar la bandera de México al piso de manera despectiva en una acto donde su hermana Laura García Rodríguez recibía la ciudadanía británica por ser periodista de la BBC de Londres.

## Trayectoria
2006
En marzo, Elsa recibió invitación de asistir a la famosa competencia American Cup celebrada en Philadelphia, EUA. Quedó posicionada en la quinta posición con una suma de 57.050 puntos. Archivado el 21 de diciembre de 2018 en Wayback Machine.
En abril, ella compitió en el Campeonato Allianza del Pacífico celebrado en Honolulu, EUA. Ella ayudó al equipo mexicano con su participación en el aparato de caballo con un resultado de 14.650 Archivado el 3 de enero de 2020 en Wayback Machine., quedando en una posición final de sexto lugar por equipos.
El julio, compitió en los Juegos Centroamericanos y del Caribe en Cartagena, Colombia. México quedó en primer lugar como equipos y Elsa quedó coronada como Bi campeona Centroamericana con una puntuación de 58.332 puntos. En las finales por aparatos también ganó medallas, se colgó un bronce en la prueba de salto de caballo con 14.062 puntos, oro en barras asimétricas con 15.150 puntos y oro en piso con 14.125 puntos.
En octubre, ella compitió en el Campeonato Mundial en Aarhus, Dinamarca. El equipo mexicano quedó en la 18.ª posición y en lo individual quedó en la 33va posición con 56.525 puntos. También quedó seleccionada como segunda reserva para la final de la prueba del All around.
2007
A principios de marzo, Elsa volvió a competir en la American Cup en Jacksonville, EUA con una puntuación de 60.200 puntos, quedando en tercer lugar y logrando ser la primera gimnasta latinoamericana en subirse al pódium de premiación en una competencia tan importante.
De ahí Elsa se fue por un tour de [./Https://en.wikipedia.org/wiki/Artistic%20Gymnastics%20World%20Cup Copas del Mundo], siendo su primer parada en París, Francia. Ahí se colgó la medalla de bronce en salto de caballo con 14.325 puntos, la medalla de plata en piso con 15.100 puntos y logrando un sexto en barras asimétricas con 14.425 puntos.
De ahí compitió en la Copa del Mundo llamada "Turnier der Meister" Torneo de Maestros en Cottbus, Alemania. Se colgó el bronce en salto de caballo con 14.450 puntos, el oro en barras asimétricas con 15.250 puntos y otro oro en piso con 15.125 puntos.
En mayo, siguió compitiendo en copas del Mundo ahora en Ghent, Bélgica. Aquí se colgó la plata en salto de caballo con14.463 y otra plata en piso con 14.525 puntos. 
En julio, Elsa formó parte de la selección mexicana que asistió a Juegos Panamericanos de Río de Janeiro, Brasil. El equipo mexicano logró un histórico bronce por equipos, pero por un problema administrativo relacionado con la inscripción de las gimnastas la medalla les fue retirada. Elsa quedó en séptimo lugar en la final All around con 56.200 puntos, y quedó en cuarto en la final de salto de caballo con 14.462 puntos, otro cuarto en barras asimétricas con 15.050 puntos y un quinto en viga de equilibrio con 14.525 puntos.
En septiembre, Elsa compitió en el Campeonato Mundial de Stuttgart, Alemania. El equipo mexicano quedó posicionado en la 20.ª posición y en lo individual quedó en la 74.ª posición en el All Around con 52 775 puntos. Elsa compitió con una lesión grave, un desgarro parcial en el músculo Psoas, esto afecto su actuación en este mundial y la dejó fuera de la clasificación  para los Juegos Olímpicos de Pekín 2008.
en una entrevista con la revista  International Gymnast, Elsa dijo " El 2007 fue un año muy especial pero al mismo tiempo contradictorio para mí, logre muchos resultados históricos internacionales y por la lesión que me dejó fuera de Pekín."

### Juegos Centroamericanos y del Caribe
Fue reconocido su triunfo de ser la séptima deportista con el mayor número de medallas de la selección de  México en los juegos de Mayagüez 2010.

#### Juegos Centroamericanos y del Caribe de Mayagüez 2010
Su desempeño en la vigésima primera edición de los juegos, se identificó por ser la vigésima primera deportista con el mayor número de medallas entre todos los participantes del evento, con un total de 5 medallas:

- , Medalla de oro: Caballo
- , Medalla de oro: Equipos
- , Medalla de oro: Suelo
- , Medalla de plata: Individual
- , Medalla de plata: Viga